# K252c

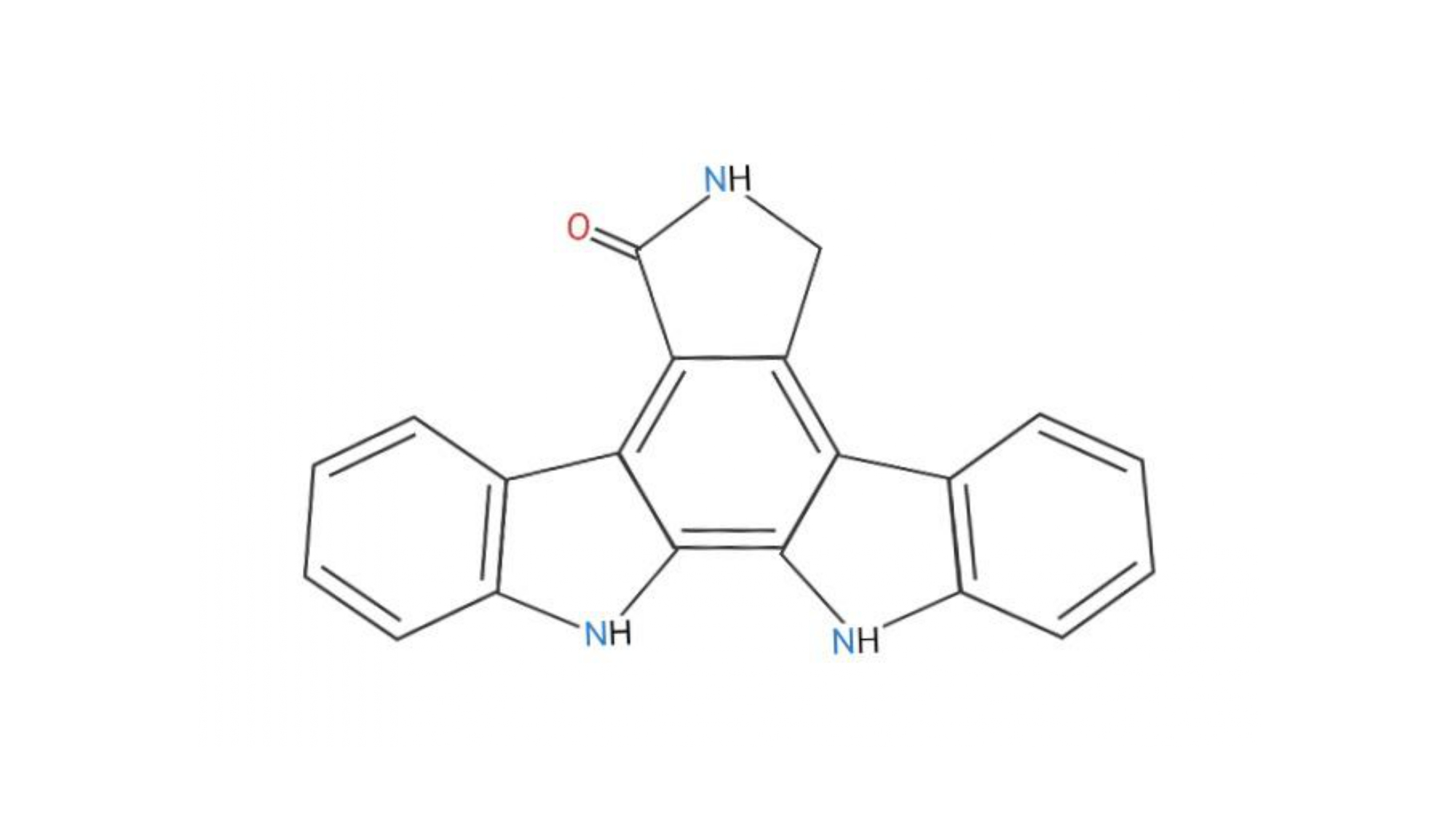
Estructura de la K252c

La K252c o estaurosporina aglicona és una proteïna glucoalcaloide, en concret, un tipus d'indocarbozol. La seva fórmula química és {\displaystyle {\ce {C20H13N3O}}}, té una massa molecular de 311,34 unitats i es tracta d'un precursor de l'estaurosporina.
Entre les seves propietats destaca la seva elevada capacitat d'inhibició de la proteïna cinasa. En concret, té una IC50 de 2,45 μM. També és capaç d'inhibir la LACTB amb una IC50 de 8,8 μM i la quimotripsina, amb una IC50 de 10 μM. A més, mostra activitat antiviral contra el citomegalovirus humà (HCMV) amb uns valors d'IC50 oscil·len entre 0,13 i 0,32 μM.
Aquest conjunt de propietats i característiques són les que fan que actualment sigui un producte usat en recerca, ja que se li veu futur com a fàrmac.
Es tracta d'una molècula que no ha sofert molta evolució des del seu descobriment, però algunes investigacions han trobat molècules derivades o anàlogues.

## Propietats fisicoquímiques
La K252c, també anomenada estaurosporina aglicona, estaurosporinona i, segons la IUPAC, 6,7,12,13-tetrahydro-5H-indolo[2,3-a]pyrrolo[3,4-c]carbazol-5-one, té com a fórmula química C20H13N3O; que en forma SMILES pren la forma de C1C2=C3C4=CC=CC=C4NC3=C5C(=C2C(=O)N1)C6=CC=CC=C6N5 i té una massa molecular de 311,34 unitats.
La seva estructura en forma de diferents cicles prové, amb passos intermedis, de l’aminoàcid triptòfan; a més de ser un anàleg aglicó de l’estaurosporina, d’aquí el seu nom.
Per tal de poder fabricar-la sintèticament, es fa servir com a precursor l’estaurosporina, que al seu torn, la K252c pot fer de precursora de la síntesi de la primera. De forma natural es pot obtenir del gènere bacterià Norcadiopsis.
Normalment la podem trobar al mercat, comercialitzada, en forma de pols cristal·lina sòlida d’un color groguenc o marronós; i és soluble en diferents dissolvents com el sulfòxid de dimetil (DMSO) i, tot i que en menor grau, l’etanol.
Les longituds d’ones que la K252c és capaç d’absorbir, com a màxim, són 233 nm, 290 nm, 333 nm i 359 nm; que corresponen a les longituds d’ona de la zona de UVA.
La seva temperatura de fusió és superior a 200 °C i per tal de poder emmagatzemar la substància, aquesta s'ha de mantenir a temperatures baixes, sobre els -20 °C.

## Funcions biològiques
Així com altres aglicones ICZ, l’estaurosporina aglicona és un potent inhibidor de la PKC (protein cinasa c). Conjuntament amb aquesta família d’alcaloides d’indolocarbanzol, actua en la regulació d’aspectes del metabolisme cel·lular. Sent important en el progrés del cicle cel·lular, exerceix un efecte citotòxic sobre cèl·lules canceroses. És per aquest fet que tant aquesta com compostos relacionats son subjecte d’estudi per al desenvolupament d’una nova classe de fàrmacs contra el càncer.
Per altra banda, en el bacteri Streptomyces staurosporeus d’on va ser aïllada l’estaurosporina, aquesta classe de proteïnes tenen una acció antiparasitària contra fongs i llevats, així com també activitat anticinetoplastid contra espècies de Leshmania i Trypanosoma.

## Inhibició de la PKC
L'estauroesporina aglicona actua com a inhibidor competitiu de l'ATP en PK, tenint certa selectivitat per a PKC sobre PKA o PKG. En comparació amb l'estauroesporina, té una afinitat d'unió a la PKC menor degut a la manca d'un grup amino que les diferencia. Cal remarcar que això fa necessària la utilització d'una quantitat 100 vegades major de K252c respecte a estauroesporina per a causar el mateix efecte d'inhibició, fent que no sigui tan emprada amb aquest fi com la seva precursora.

A diferència d'altres inhibidors de la cinasa, l'estaurosporinona té les propietats característiques següents:
- Sensibilitat extrema a la concentració d'enzims.
- Comportament depenent del temps.
- Corbes IC50 amb pendent pronunciat.
- Inhibició decreixent amb l'augment de la força iònica.[4]

## Utilitat
Les propietats inhibidores que presenta la K252c, la converteixen en un producte molt utilitzat en la investigació amb l'objectiu d'en un futur ser utilitzat com a fàrmac. Actualment, es ven al mercat amb l'ús exclusiu per a la investigació, no com a medicament ni tampoc per usar-lo en teràpia. Es presenta a la venda amb diferents graus de concentració. El podem trobar en productes amb una puresa del 95% (en aquest cas, el preu d'1 mg és de 85,00 €), fins a productes amb una puresa del 98-99%.

### Investigacions
Trobem diverses investigacions on s'ha utilitzat K252c, els objectius de les quals han sigut:
- Combatre la malaltia de Chagas i la leishmaniosi, malalties tropicals causades per paràsits cinetoplàstids que utilitzant proteïnes cinases per sobreviure dins l'organisme parasitat.[1]

- Reconstruir in vitro la via biosintètica de l'estaurosporina.[1]
- Identificar nous inhibidors d'ABCG2, una proteïna que presenta resistència a fàrmacs que combaten cèl·lules canceroses.[7]

### Precursor de l'estaurosporina
A més a més, també és molt utilitzat per a la formació d'estaurosporina. Per tal de dur a terme la síntesi del nucli d'indolocarbazol de l'estaurosporina és necessari passar d'una molècula d'àcid crompirròlic a tres compostos diferents, un d'ells la K252C. De tal manera que la K252c és un dels precursors essencials de l'estaurosporina. Aquest procés és codificat pel gen STAC.

## Història
El descobriment de la k252c està fermament lligat amb el descobriment de l'estaurosporina, precursora de les K252. L'estaurosporina va ser descoberta a la universitat Kitasato el 1977 mentre es buscava alcaloides microbians mitjançant un cultiu d'Actinomyces.Actualment s'obté principalment mitjançant biosíntesi combinatòria.
L'any 1986, es va aïllar per primera vegada la K252c juntament amb els seus derivats K252a, K252b i K252d a partir de brous de cultiu de diferents Nocardiopsis. Aquell mateix any es va demostrar que els productes naturals derivats de l'indolocarbazol, com l'estaurosporina i el K252, eren inhibidors de les proteïnes cinases. Aquest fet va generar que moltes empreses farmacèutiques iniciessin la recerca amb aquests tipus de molècules amb l'objectiu de trobar fàrmacs anticancerosos. Sobretot van començar a utilitzar molt la K252c pel fet que és el principal precursor biosintètic de l'estaurosporina.

## Síntesi i evolució
Com ja hem comentat, la K252c es va aïllar per primera vegada el 1986 juntament amb la K252a, K252b i K252d d'un cultiu de Nocardiopsis sp.
Fa uns anys es va produir el descobriment d'unes proteïnes anàlogues a la K252c per part d'un grup d'investigació que es dedica a cercar derivats de compostos heteroaromàtics amb un elevat potencial biològic. En aquesta recerca destacà la troballa d'una molècula amb la capacitat d'inhibir les tres isoformes de les proteïnes PIM, proteïnes que serveixen com a lloc d'integració pel virus de la leucèmia murina de Moloney, cinases.
Alguns grups d'investigació també es dediquen a explorar maneres de sintetitzar la molècula. Així, per exemple, s'ha aplicat una estratègia seqüencial de funcionalització dels enllaços C-H que permet obtenir la proteïna K252c. El rendiment d'obtenció de la proteïna en aquesta reacció és d'un 12,7%.